# Ковалевек
Ковалевек (пол. Kowalewek) — село в Польщі, у гміні Жґув Конінського повіту Великопольського воєводства.
Населення — 274 особи (2011).
У 1975-1998 роках село належало до Конінського воєводства.

## Демографія
Демографічна структура станом на 31 березня 2011 року:
|          | Загалом | Допрацездатний вік | Працездатний вік | Постпрацездатний вік |
| -------- | ------- | ------------------ | ---------------- | -------------------- |
| Чоловіки | 144     | 36                 | 90               | 18                   |
| Жінки    | 130     | 32                 | 67               | 31                   |
| Разом    | 274     | 68                 | 157              | 49                   |